# 朱佩玲
朱佩玲（1943年7月—），女，浙江慈溪人，生于上海，中华人民共和国政治人物，曾任宁夏回族自治区政协副主席，中国民主同盟中央委员会常务委员，第十届全国政协委员。